# Gustav Killian
Gustav Johann Killian (* 2. Juni 1860 in Mainz; † 24. Februar 1921 in Berlin) war ein deutscher Mediziner (Hals-Nasen-Ohrenarzt), Laryngologe (Kehlkopfspezialist) und Begründer der von ihm 1898 der Fachwelt vorgestellten (direkten) Bronchoskopie.

## Jugendzeit und medizinische Ausbildung
Sein Vater Johann Baptist Cäsar Killian (1820–1889), in Mainz geborener Sohn eines städtischen Wegeaufsehers, war ein Doctor philosophiae und Gymnasialprofessor in Mainz und später in Bensheim. Seine Mutter Apollonia (1833–1865), eine geborene Höpfel, verstarb früh mit 31 Jahren an Cholera, ebenso wie drei seiner Geschwister. Nur er und sein älterer Bruder Johann August Killian überlebten. Sein Vater soll darüber „melancholisch verdüstert und reizbar“ sowie alkoholkrank geworden sein. Sein Bruder wurde später niedergelassener HNO-Arzt in Worms.
Killian besuchte zunächst die Volksschule und wechselte dann, nach vorgeschriebener Zeit, an das Großherzogliche Realgymnasium zu Mainz. Da sein Vater im Jahre 1873 nach Bensheim an der Bergstraße versetzt wurde, besuchte er dann das dortige Gymnasium. Nach dem Abitur im Jahre 1878 begann Gustav Killian in Straßburg mit seinem Medizinstudium, dort bestand er am 14. Juli 1880 die ärztliche Vorprüfung nach vier Semestern als Jahrgangsbester. Die weiteren klinischen Semester studierte er in Berlin, Freiburg und Heidelberg. Dort erlangte Gustav Killian am 9. Dezember 1884 seinen Abschluss. Am 17. Dezember 1884 fand die Verlobung mit Helene Hein statt. Er hatte die Tochter eines Großkaufmanns während seiner Studienzeit kennengelernt. Im Anschluss begann er, ab dem 1. Mai 1884, seine klinische Ausbildung am Städtischen Krankenhaus Mannheim, auf der äußeren Abteilung des Allgemeinen Krankenhauses in Mannheim. Hier blieb er bis zum 1. Oktober 1884, hiernach wurde er zur Armee als Einjährig-Freiwilliger beim 5. Badischen Infanterie Regiment 113 in Freiburg einberufen. Die Wehrdienstzeit dauerte vom 15. Oktober 1884 bis zum 15. Oktober 1886.
Im Jahre 1885 wurde er an der Universität Straßburg mit der Arbeit Zur Anatomie der Parovarialcysten promoviert. Danach wechselte er nach Frankfurt am Main, wo er eine Assistenzarztstelle bei Sanitätsrat Johann Georg Alexander Knoblauch im dortigen Bürgerhospital annahm.

## Die Zeit in Mannheim, Freiburg und Berlin

### Mannheim (1887)
Am 17. Januar 1887 ließ er sich als Spezialist für Hals-, Nasen- und Ohrenkrankheiten in Mannheim nieder und heiratete am 2. Juni desselben Jahres Helene Hein.

### Freiburg
Als Wilhelm Hack 1887 verstarb, übersiedelte Killian nach Freiburg im Breisgau, wo man ihm die provisorische Leitung der Hackschen Poliklinik für Rhinolaryngologie übertrug und Killian dem Lehrkörper der Universität angehörte. Im Jahr 1888 habilitierte sich Killian für Rhinologie und Laryngologie und konnte so die Nachfolge von Wilhelm Hack antreten. Killian war auch hier für das damals noch dem Bereich der Inneren Medizin zugerechnete Gebiet der Hals-, Nasen- und Kehlkopferkrankungen zuständig, während die Ohrenheilkunde von einem anderen Dozenten ausgeübt wurde. Sein Schaffen dort über fast ein Vierteljahrhundert war äußerst produktiv. 1897 publizierte er seine Untersuchungen über directe Bronchoskopie, also der Spiegelung der Trachea und der Hauptbronchien mittels eines Kirstein-Laryngoskops, benannt nach dem Berliner Internisten Alfred Kirstein (1863–1922).
Im Jahr 1890 habilitierte er sich in Freiburg mit einer Arbeit Ueber die Bursa und Tonsilla pharyngea. Im Jahre 1892 ernannte man ihn zum Professor und Extraordinarius. Die Familie wohnte 1892 am Fahnenbergplatz, wo auch sein erster Sohn Hans geboren wurde (später erfolgte ein Umzug in die Kaiser-Joseph-Straße:S. 13). Häufige Gäste im Haus der Familie Killian waren die Dichter Emil Strauß und vor allem Emil Gött.
Im Jahre 1897 entfernte Killian erstmals einen bronchialen Fremdkörper. Er extrahierte ein Stück Schweineknochen aus einem Bronchus eines 63-jährigen Mannes, ohne diesen zuvor tracheotomiert zu haben. Im Mai 1898 referierte er auf einem Medizinerkongress in Heidelberg über die Entfernung drei weiterer Fremdkörper mit diesem von ihm entwickelten Verfahren der Bronchoskopie. Daraufhin suchten Patienten aus ganz Europa und teilweise auch Übersee Hilfe bei Gustav Killian.
Sein besonderes Interesse lag in der Verbesserung der Diagnostik und Therapie im Fachgebiet der HNO, so seine Verbesserung der Laryngoskopie, der Kehlkopfspiegelung nach Killian, im Jahre 1902 dann die Radikaloperation der Stirnhöhle. Ein Schüler aus dieser Zeit, Juni 1903, war der japanische Arzt und Pionier der japanischen Hals-Nasen-Ohren-Heilkunde Kubo Inokichi, der seinen Lehrer zum Abschied mit einem echten Samuraischwert als „Ritter im Kampf gegen den Tod“ ehrte.

### Berlin
Killian beschloss, sich bei Arthur Hartmann, dem Chefarzt der rhino-laryngologischen, als für Hals-, Nasen- und Kehlkopferkrankungen zuständigen, Abteilung des Rudolf-Virchow-Krankenhauses in Berlin, und Bernhard Fränkel, dem ersten Chefarzt der Hals- und Nasenklinik an der Berliner Charité, zum Rhinolaryngologen ausbilden zu lassen. Er arbeitete als Assistent unter dem dirigierender Arzt Arthur Hartmann in der im Jahre 1907 neugegründeten HNO-Abteilung des Rudolf-Virchow-Krankenhauses in Berlin. Durch die Initiative von Rudolf Virchow errichtete man im Norden Berlins (Bezirk Wedding) in den Jahren zwischen 1898 und 1906 ein viertes Städtisches Krankenhaus.
Nach wechselvoller Geschichte der Abteilungen für Hals- und Nasen- sowie Ohrenkranke an der Charité wurde im Jahre 1897 von dem preußischen Ministerialdirektor Friedrich Althoff, welcher im Preußischen Ministerium der geistlichen, Unterrichts- und Medizinalangelegenheiten tätig war, ein Umbau und Erneuerung der nunmehr gemeinsamen Klinik für Hals-Nasen- als auch die Ohrenkranken geschaffen. Am 4. Mai 1901 konnte das neue Gebäude eröffnet werden. Das Klinikgebäude war so strukturiert, dass sich die Patientenzimmer zur Südseite hin ausgerichtet fanden, während die Operationssäle aus Gründen der Lichtverhältnisse an der Westseite lagen. Im Parterre wurde die Poliklinik mit jeweils getrennten Eingängen von der Luisenstraße aus eingerichtet, hinzu kam noch ein kleiner Hörsaal. Killians Verdienst war es auch, das in den Jahren 1907 bis 1908 in der Ziegelstraße Nr. 18-19 begründete Gutzmannsche Ambulatorium für Sprachstörungen in seine Poliklinik an der Charité einzugliedern. Killian legte großen Wert darauf, dass alle seine Assistenten turnusgemäß die Gutzmannsche Abteilung durchliefen.
Mit Killian kamen Maximilian Weingärtner und Walther Albrecht aus Freiburg nach Berlin.

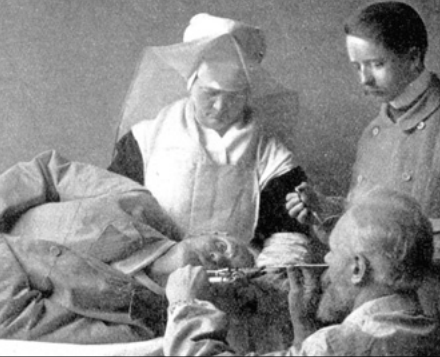
Gustav Killian führt in Links-Seitenlage nach von Mikulicz eine Ösophagoskopie durch.

Nach wissenschaftlich bahnbrechenden Arbeiten auf seinem Fachgebiet berief man ihn unter Verleihung des Titels Geheimer Medizinalrat nach Berlin (Charité), wo er im darauffolgenden Jahr zum Vollordinarius erhoben wurde. Sein Vorgänger Bernhard Fränkel teilte ihm am 25. Mai 1911 mit, dass er ihn als Nachfolger vorgeschlagen hat. Trotz verschiedener opponierender Intrigen und Machenschaften wurde er am 1. Oktober 1911 auf den Lehrstuhl für Rhino-Laryngologie berufen. Der Wechsel Killians nach Berlin soll auch dazu geführt haben, dass das Unternehmen zur Herstellung von Medizininstrumenten F. L. Fischer aus Freiburg eine Zweigniederlassung in der Luisenstraße 64 direkt gegenüber der Charité eröffnete. Der Instrumentenmacher Fischer war zur Besprechung neuer Instrumente auch Gast im Hause Killian. In dieser Zusammenarbeit wurden viele Instrumente konstruiert, so das Speculum nach Killian oder der Septumhohlmeissel nach Killian-Claus.

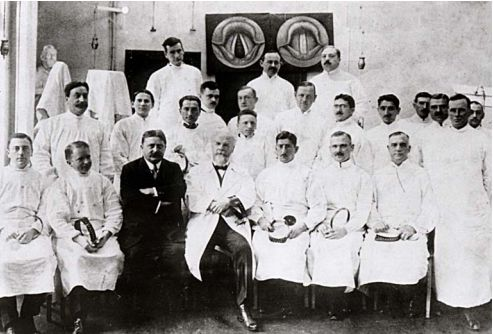
Gustav Killian in der Runde seiner Mitarbeiter in der Charité im Jahre 1912. Im schwarzen Anzug Hermann Gutzmann sen., daneben Gustav Killian

Die Fränkelsche Hals-Nasenklinik und die Trautmannsche Ohrenklinik, deren Nachfolger Carl Adolf Passow war, blieben, obgleich räumlich nahe zueinander untergebracht, organisatorisch voneinander getrennt. Schon zwischen den beiden Klinikdirektoren, dem Sanitätsrat Bernhard Fränkel und dem Geheimen Medizinalrat Carl Adolf Passow, bestanden erhebliche Rivalitäten. Auch als 1911 Gustav Killian den Lehrstuhl von Bernhard Fränkel übernahm, kam es zu keiner weiteren Annäherung der Kliniken und ihrer Direktoren. Zahlreiche Anekdoten belegen die damaligen Zwistigkeiten.
Dennoch muss man die Zurückweisung des Ansinnens von Carl Adolf Passow, so in seinem Vortrag „Otologie und Laryngologie – Vereinigung oder Trennung“ aus dem Jahre 1908, hinsichtlich einer Vereinigung der beiden Fachdisziplinen wahrscheinlich aus dem historischen Kontext heraus verstehen, war doch die Laryngologie gerade erst zu einem anerkannten Fach herangewachsen und sollte nicht in einem größeren Ganzen womöglich auf- bzw. untergehen.
Er erhielt von der US-amerikanischen Oto-Rhino-laryngologischen Gesellschaft, The American Laryngological, Rhinological and Otological Society, eine Einladung zur Teilnahme an den großen nationalen, nordamerikanischen Kongressen und gesonderten Vorträgen. Im Jahre 1907 brach er mit der Kaiser Wilhelm der Große des Norddeutschen Lloyds zu dieser insgesamt fast dreimonatigen Reise auf. Sie führte ihn von New York, über Washington, Pittsburg, Cincinnati, Chicago, Buffalo, Montreal, Boston, Albany und wieder nach New York zurück.

## Die Zeit nach dem Ersten Weltkrieg
Im Mai 1918 erhielt er von den führenden schwedischen Laryngologen eine Einladung zu einer Vortragsreise nach Uppsala und Stockholm, wo er über seine Fortschritte im Bereich der Bronchoskopie berichtete. Hier lernte er auch Arthur Edvard af Forselles (1864–1953) und dessen Erfolge bei der Radiumimplantation (Radio-Onkologie) kennen, die ein Vorläufer der Brachytherapie war.
Im Jahre 1920 wurde sein Ordinariat in eine ordentliche Professur an der medizinischen Fakultät zu Berlin umgewandelt. Noch im gleichen Jahre amtierte er als Dekan der Fakultät. 1921 verstarb Gustav Killian unerwartet an einem metastasierten Dickdarmkarzinom bzw. nach einer Laparotomie oder Bauchoperation.
Sein Sohn Hans Franz Edmund Killian (1892–1982) war ebenfalls Mediziner. Er begründete im Jahre 1923 die Zeitschrift Narkose und Anästhesie und tat sich auch als Schriftsteller hervor, so erschien im Jahre 1957 Hinter uns steht nur der Herrgott. Ein Chirurg erinnert sich. Sein zweiter Sohn Peter Killian fiel als Fliegeroffizier im Jahre 1918 im Ersten Weltkrieg. Er stürzte mit seinem Flugzeug ab und zog sich in der Folge eine eitrige Hirnhautentzündung (Meningitis) zu. Trotz chirurgischer Intervention seines Vaters verstarb er.

## Verdienste
Die Ergebnisse seiner langjährigen wissenschaftlichen Arbeit sind vielfältig, so veröffentlichte er erstmals 1890 eine verbesserte Darstellungsform der hinteren Kehlkopfwand, die heute als „Killian’sche Stellung“ geläufig ist. Im gleichen Zeitraum führte Killian längliche Spekula zur Untersuchung des mittleren und hinteren Nasenganges sowie der Riechspalte ein.
Unter seinem Namen wurde auch erstmals eine „schwache Stelle“ zwischen dem horizontalen und schrägen Anteil des Musculus cricopharyngeus erwähnt, die er als Ursache der Pulsionsdivertikel der hinteren Hypopharynxwand ausmachte, siehe dazu auch Zenker-Divertikel. Der M. cricopharyngeus wird auch als Killianscher Schleudermuskel bezeichnet, formt er doch eine Schlinge um den oberen Eingang der Speiseröhre, zusammen mit einigen Muskelfasern benachbarter Muskeln, welche sich funktionell zum oberen Ösophagussphinkter organisieren und damit den Tonus in diesem Bereich des Hypopharynx bestimmen.

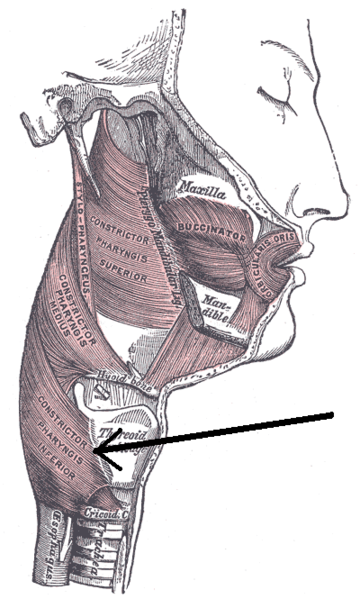
Der M. constrictor pharyngeus inferior. Unterhalb und in Richtung des Pfeiles befindet sich der M. cricopharyngeus

### Anatomische und vergleichend anatomische Studien
In seiner Freiburger Zeit arbeitete er etwa drei Jahre lang am dortigen anatomischen Institut.
So beschäftigte er sich mit der vergleichenden Anatomie bzw. der Embryologie der Kaumuskulatur der Wirbeltiere am Anatomischen Institut der Universität Freiburg unter der Leitung von Robert Wiedersheim. Im Allgemeinen wird der Musculus tensor tympani zusammen mit dem Musculus tensor veli palatini als Abkömmling des Musculus pterygoideus internus der Säugetiere betrachtet. Killian leitet in seiner Monographie aus dem Jahre 1890 Zur vergleichenden Anatomie und vergleichenden Entwicklungsgeschichte der Ohrmuskeln den Musculus tensor veli palatini zusammen mit dem M. tensor tympani auf Grund ihres gemeinsamen Nervenverlaufes vom M. pterygoideus (internus) der Reptilien und Amphibien ab, und den M. pterygoideus (internus) wiederum vom Musculus adductor mandibulae der Selachier.
Zu diesem Zweck hatte ihm Carl Hagenbeck den Kadaver eines toten Krokodils gesandt.

### Bronchoskopie

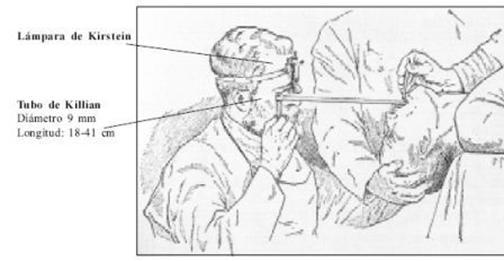
Starre Bronchoskopie nach G. Killian mit einer Lampe nach A. Kirstein

Gustav Killians größtes Verdienst waren Entwicklung und Etablierung der Bronchoskopie, die bei noch unzureichend entwickelter Röntgentechnik und noch nicht allgemein verfügbarer Überdruckbeatmung mit Unterdruckkammer oder Intubation Diagnosen und lebensrettende Maßnahmen ermöglichte, die zuvor nicht möglich waren. Ausschlaggebend hierfür waren die Beobachtungen und Durchführungen von Adolf Kussmaul, dem es gelungen war, einem vom Jahrmarkt aufgegriffenen Schwertschlucker eine gerade verlaufende Röhre in den Ösophagus einzuführen. Killian experimentierte mit ähnlichen, röhrenförmigen Apparaturen.

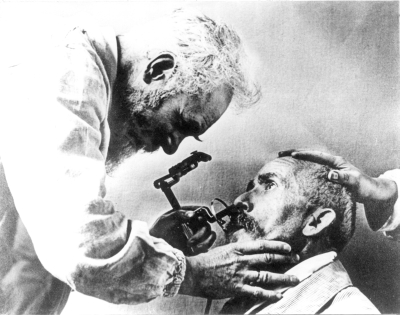
Killian bei der Vorbereitung zur Bronchoskopie

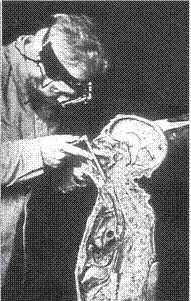
Killian demonstriert die starre Bronchoskopie an einem anatomischen Präparat

Am Dienstag, den 30. März 1897 kam erstmals bei einem Patienten, einem Sägewerker aus dem Schwarzwald, die Bronchoskopie zum Einsatz, in dessen rechten Hauptbronchius ein Knochenstück ausgemacht wurde, das mittels eines Ösophagoskops entfernt werden konnte. Sein Assistent aus der Freiburger Poliklinik Otto Kollofrath übernahm die Veröffentlichung des Fallberichts im Jahre 1897 in der Münchener Medizinischen Wochenschrift. Im Folgejahr präsentierte er die Methode auf einer laryngologischen Tagung und bewies gleichzeitig, dass sie dem Patienten keinen Schaden zufügte, da sich die Bronchien, welche nicht wie bisher angenommen ein System starrer Äste bilden, sondern sich als so elastisch erwiesen, dass sie dem eingeführten Bronchoskop keinen allzu großen Widerstand entgegensetzten.
Wilhelm Brünings war in der Zeit vor dem Ersten Weltkrieg Mitarbeiter von Killian in Freiburg und mit ihm bei der Konstruktion der Broncho- und Laryngoskope beteiligt.
Weiterentwickelte Instrumente für die starre Bronchoskopie werden nach wie vor für die Diagnostik und Therapie bei entsprechenden Indikationen im Bronchialsystem verwendet. Ein großer Vorteil der starren Bronchoskopie ist der weite Arbeitskanal im Bronchoskop. Hierdurch lassen sich spezielle Instrumente, etwa Biopsiezangen, problemlos einführen.

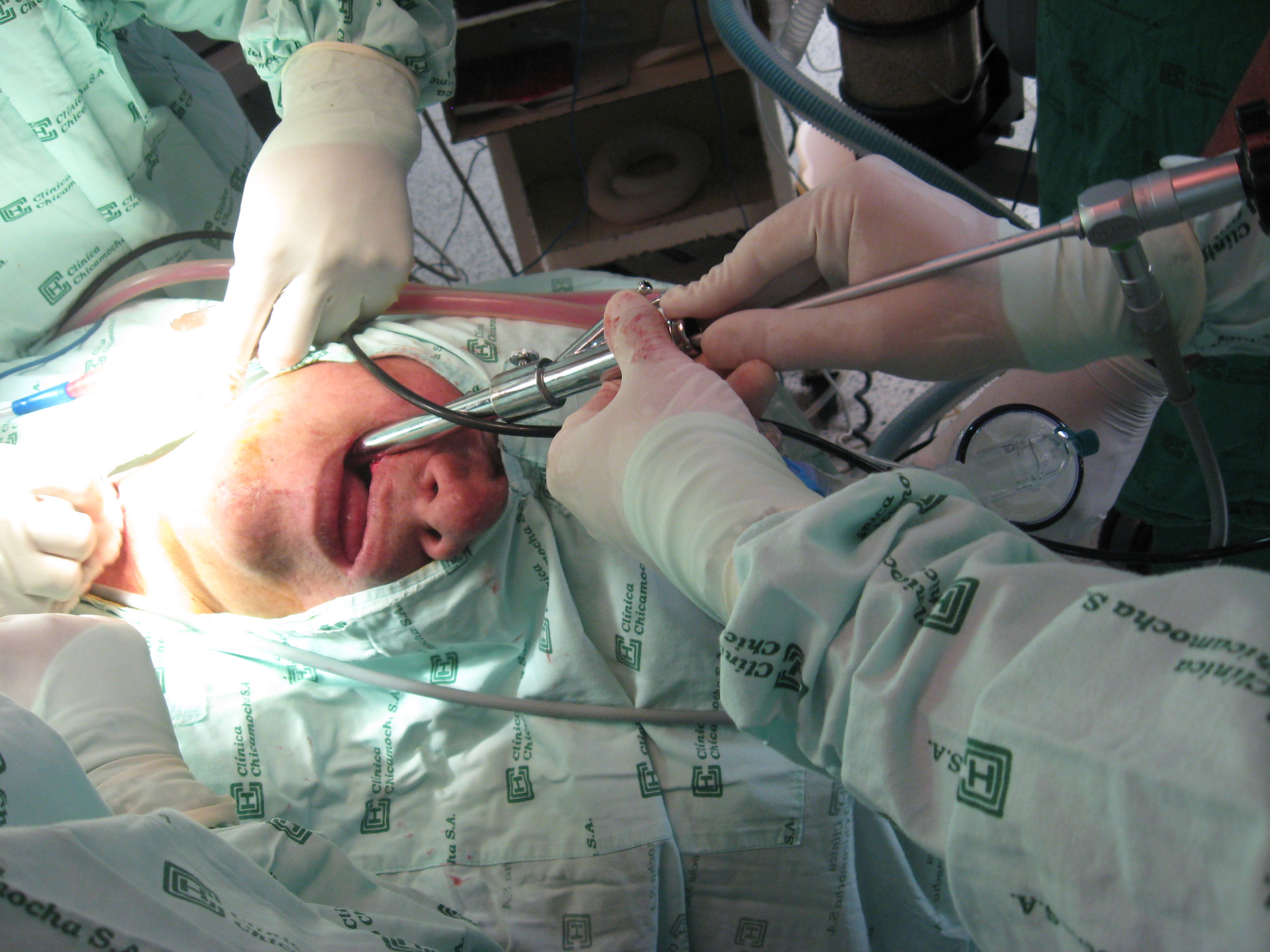
Zeitgenössische Durchführung einer starren Bronchoskopie an einem anästhesierten Patienten

### Schwebelaryngoskopie
An einem überstreckten Leichenkopf mit weit aufgesperrtem Mund führte Killian mittels der von Carl Otto von Eicken (Oberarzt unter Killian) entwickelten indirekten Hypopharyngoskopie einen rechtwinkligen Spatel mit langem Griff, über Zunge und Kehldeckel, ein. Da das Halten und Vorhebeln des Kehlkopfes stets „körperliche Kapazitäten“ des durchführenden Arztes in Anspruch nahm, arretierte Killian den Spatel am Tisch. Dies war die Geburtsstunde der Schwebelaryngoskopie. 1911 präsentierte Gustav Killian dieses Verfahren mit einigen technischen Verbesserungen auf einem internationalen Kongress.

### Operationstechniken
Gustav Killians zweites großes Verdienst ist auf operativer Ebene anzusiedeln. So entwickelte er 1902 mit der Radikaloperation der Stirnhöhle ein Operationsverfahren bei chronischer Stirnhöhlenentzündung, das die bisherige, den Patienten entstellende Operation nach Riedel ersetzte. Des Weiteren führte Killian erstmals die submuköse Fensterresektion der Nasenscheidewand ein, um tief sitzende Septumdeviationen zu korrigieren. Dabei wurden die Rehabilitationszeiten für den Patienten im Vergleich zu früheren Methoden von vier bis acht Wochen auf drei bis vier Tage reduziert.
Für die Operation an der Stirnhöhle entwickelte Killian die Methode von Jansen-Ritter weiter. So wird ein bogenförmiger Schnitt, in Narkose, entlang des nasenseitigen oder medialen Augenwinkels zur Augenbraue geführt. Am Stirnhöhlenboden wird im Knochen ein Fenster oder Öffnung angelegt, so dass eine Schleimhautausräumung erfolgen kann. Hiernach wird zur Nasenhaupthöhle ein Zugang angelegt und eine permanente Verbindung zwischen den beiden Höhlen geschaffen. Nach der Modifikation durch Killian wird zusätzlich eine Fensterung der Stirnhöhlenvorderwand unter Schonung des Bodens der Orbita konstruiert.
Die Veröffentlichung seines Buches Gehörorgan, obere Luft-, und Speisewege erlebte Gustav Killian nicht mehr. Es erschien 1921 durch seinen Mitverfasser Otto Voß (* 1869). Voß war seit 1907 Chefarzt der Städtischen Ohrenklinik im Carolinum in Frankfurt am Main, wo er im Jahre 1914 zum Ordinarius ernannt wurde.
Killian war auch der Erste der um 1900 mit dem Ausbau seiner submukösen Septumresektionstechnik begann. Eine Voraussetzung stellte die Einführung des Kokains als Lokalanästhetikum durch den Augenarzt Carl Koller und Sigmund Freud im Jahre 1884 dar.

## Ehrungen und Andenken an das Werk Killians
Der World Congress for Bronchology and Interventional Pulmonology (WCBIP) vergibt im Andenken an Killian die Gustav Killian Centenary Medal. Sie wurde ursprünglich 1997 zu dessen hundertstem Jahrestag und im Andenken an seine erste Bronchoskopie vergeben. Im Jahr 1931 wurde auf dem Gelände des Universitätsklinikums Freiburg die Killianstraße nach ihm benannt.

## Veröffentlichungen (Auswahl)
- Über die Bursa und Tonsilla pharyngea. 1888.
- Die Untersuchung der hinteren Larynxwand. 1890.
- Die Nebenhöhlen der Nase in ihren Lagebeziehungen zu den Nachbarorganen. 1903.
- Die Schwebelaryngoskopie und ihre praktische Verwertung. 1920.
- Die submucöse Fensterresektion der Nasenscheidewand. In: Archiv für Laryngologie und Rhinologie. 16, 1904, S. 362–387.
- The origin of choanal polipi. In: The Lancet. 2, 1906, S. 81–82.
- Über die Behandlung von Fremdkörpern unter Bronchialstenosen. Freiburg.
- Die Schwebelaryngoskopie. In: Arch Laryngol Rhinol. 26, 1912, S. 277–317.
- Zur vergleichenden Anatomie und vergleichenden Entwicklungsgeschichte der Ohrmuskeln. 1890.
- Die Ohrmuskeln des Krokodiles nebst vorläufigen Bemerkungen über die Homologie des Musculus stapedius und des Stapes. In: Jenaische Zeitschrift für Naturwissenschaft. 24. Bd. (n.F. 17 Bd.) 1890.
- Zur Anatomie der Parovarialcysten. In: Archiv für Gynäkologie. Volume 26, Issue 3, 1885, S. 460–477.